# 大阪アジアン映画祭
大阪アジアン映画祭（おおさかあじあんえいがさい、英称 Osaka Asian Film Festival、 略称 OAFF）は、大阪市で毎年3月（2005年～2007年は11月）に開催されるアジア映画、またはアジアに関連する映画を上映する映画祭である。

## 歴史
2005年日韓国交正常化40周年を記念して「韓国エンタテイメント映画祭2005 in大阪」が開催される（第1回）。2006年（第2回）から「大阪アジアン映画祭2006」と名称が変更され、出品作の製作国が韓国のほか、香港、中国、日本など東アジアに拡大。2007年（第3回）にはマレーシア、タイと南アジアまで拡大する。
2009年（第4回）より、暉峻創三（映画評論家）がプログラミング・ディレクターに就任
。「大阪発。日本全国、そしてアジアへ！」をテーマに日本初上映作品や新人監督の発掘に力を入れるようになる。開催時期、メイン会場を変え、おおさかシネマフェスティバルも同時開催される。また観客賞が新設される。
2011年（第6回）コンペティション部門、およびグランプリ（最優秀作品賞）、来るべき才能賞、ABC賞が新設される。当初からシネアスト・オーガニゼーション大阪（CO2）助成作品とアジアの新進監督の上映・交流を行うアジアン・ミーティング大阪を開催してきたが、2012年（第7回）にシネアスト・オーガニゼーション大阪（CO2）事業が統合され、インディ・フォーラム部門となる。同時に主催者名も大阪アジアン映画祭実行委員会から大阪映像文化振興事業実行委員会に変更される。
2015年（第10回）薬師真珠賞が新設される。
2016年（第11回）に、インディペンデント映画に焦点を当てたインディ・フォーラム部門で上映される日本映画を対象に、米国ニューヨーク市のジャパン・ソサエティー（日本映画祭「ジャパン・カッツ！」主催団体）がエキサイティングかつ独創性に溢れると評価した作品に授与する「JAPAN CUTS Award」を新設。
2018年（第13回）に、60分未満の作品のうち、日本初上映の作品を対象に最も高い評価を得た作品に授与される「芳泉短編賞」が芳泉文化財団により新設される。
2020年（第15回）、観客に新しい発見を提示する部門として、特別注視部門が新設される。新型コロナウイルス感染症（COVID-19）拡大防止に伴う対応として、舞台挨拶などのイベントは中止となったが、劇場での上映は行われた。
2021年（第16回）、劇場での上映に加え、過去上映作品７作品と台湾クラシック2作品のオンライン上映＜大阪アジアン・オンライン座＞を期間限定で開設。劇場上映ではクロージング上映を除き舞台挨拶などのイベントは行われなかった。
2022年（第17回）、劇場での上映に加え、過去上映日本映画10作品のオンライン上映＜大阪アジアン・オンライン座＞を期間限定で開設し、英語字幕付きで世界配信。劇場上映では舞台挨拶などのイベントは行われなかった。
2023年（第18回）、2020年から途絶えていた舞台挨拶などのイベントを再開したほか、上映会場の１つに大阪中之島美術館が加わる。
2025年（第20回）、JAIHO賞が新設される。
2025年（第21回）、2025年大阪・関西万博の会期に合わせ、例年の3月に加え、8月29日〜9月7日にも開催。(英語記載はOsaka Asian Film Festival EXPO 2025 – OAFF 2026であり 2026年3月は開催なし)

## メイン会場
- 2005年（第1回）～2006年（第2回）　リサイタルホール（フェスティバルホール内）
- 2007年（第3回）　そごうホール
- 2009年（第4回）～2012年（第7回）　ABCホール
- 2013年（第8回）　梅田ブルク7
- 2014年（第9回）以降　ABCホール

## これまでの映画祭

### 2005年　韓国エンタテインメント映画祭2005 in 大阪
- 期間　2005年12月9日～12月23日
  - ＜前夜祭＞日韓新鋭監督特集「日韓New Waveの現在」
  - ＜日韓名作映画祭＞近くて近い国へ

### 2006年　大阪アジアン映画祭2006
- 期間　2006年11月4日～11月30日
- 特集
  - 東アジア映画の現在
  - 憧れのアジア名優特集～特選！アジア人気スター映画一挙上映

### 2007年　大阪アジアン映画祭2007
- 期間　2007年11月2日～11月23日
- 特集：特別企画「映画はお笑いだ！」

### 2009年　大阪アジアン映画祭2009
- 期間　2009年3月7日～3月22日
- 受賞結果　
  - 観客賞：『サイアム・スクエア』（劇場公開題『ミウの歌〜Love of Siam〜』）（Love of Siam）（監督：チューキアット・サックウィーラクン／タイ）

### 2010年　大阪アジアン映画祭2010
- 期間　2010年3月6日～3月14日
- 特集　
  - 関連企画「ヤスミン・アハマド監督追悼特集」
  - SAPPOROショートフェスト2009優秀作品特別上映
- 受賞結果　
  - 観客賞：『聴説』（Hear Me）（監督：チェン・フェンフェン／台湾）

### 2011年　大阪アジアン映画祭2011
- 期間　2011年3月5日～3月13日
- 部門
  - コンペティション、特別招待作品
- 特集　
  - ＜Director in Focus＞深田晃司という才能
  - ＜韓国映画傑作選＞
  - ＜ジョニーは恋愛も語る＞
- 受賞結果　
  - グランプリ（最優秀作品賞）：『恋人のディスクール』[5]（Lover's Discourse）（監督：デレク・ツァン、ジミー・ワン／香港）
  - 来るべき才能賞：バンジョン・ピサンタナクーン（Banjong Pisanthanakun）（『アンニョン！君の名は』監督／タイ）
  - ABC賞：『アンニョン！君の名は』（Hello Stranger）（監督：バンジョン・ピサンタナクーン／タイ）
  - 観客賞：『一万年愛してる』（Love You Ten Thousand Years）（監督：北村豊晴／台湾）
- 国際審査委員：審査委員長　行定勲（映画監督／日本）、キム・デウ（映画監督／韓国）、ミルクマン斉藤（映画評論家／日本）

### 2012年　第7回大阪アジアン映画祭／OSAKA ASIAN FILM FESTIVAL 2012
- 期間　2012年3月9日～3月18日
- 部門
  - コンペティション、特別招待作品、インディ・フォーラム
- 特集　
  - 香港映画祭
- 受賞結果
  - グランプリ（最優秀作品賞）：『神さまがくれた娘』[6]（God's Own Child）（監督：A. L. ヴィジャイ／インド）
  - 来るべき才能賞：Namewee（『ナシレマ2.0』監督／マレーシア）
  - スペシャル・メンション：『ラブリー・マン』（Lovely Man）（監督：テディ・スリアアトマジャ／インドネシア）／『刀のアイデンティティ』（劇場公開題『ソード・アイデンティティー』）（The Sword Identity）（監督：シュー・ハオフォン／中国）
  - ABC賞：『神さまがくれた娘』（God's Own Child）（監督：A. L. ヴィジャイ／インド）
  - 観客賞：『セデック・バレ』（Warriors of the Rainbow）（監督：ウェイ・ダーション／台湾）
- 国際審査委員：審査委員長　上野昻志（批評家・映画評論家／日本）、キム・テシク（映画監督／韓国）、アダム・ウォン（映画監督／香港）

### 2013年　第8回大阪アジアン映画祭／OSAKA ASIAN FILM FESTIVAL 2013
- 期間　2013年3月8日～3月17日
- 部門

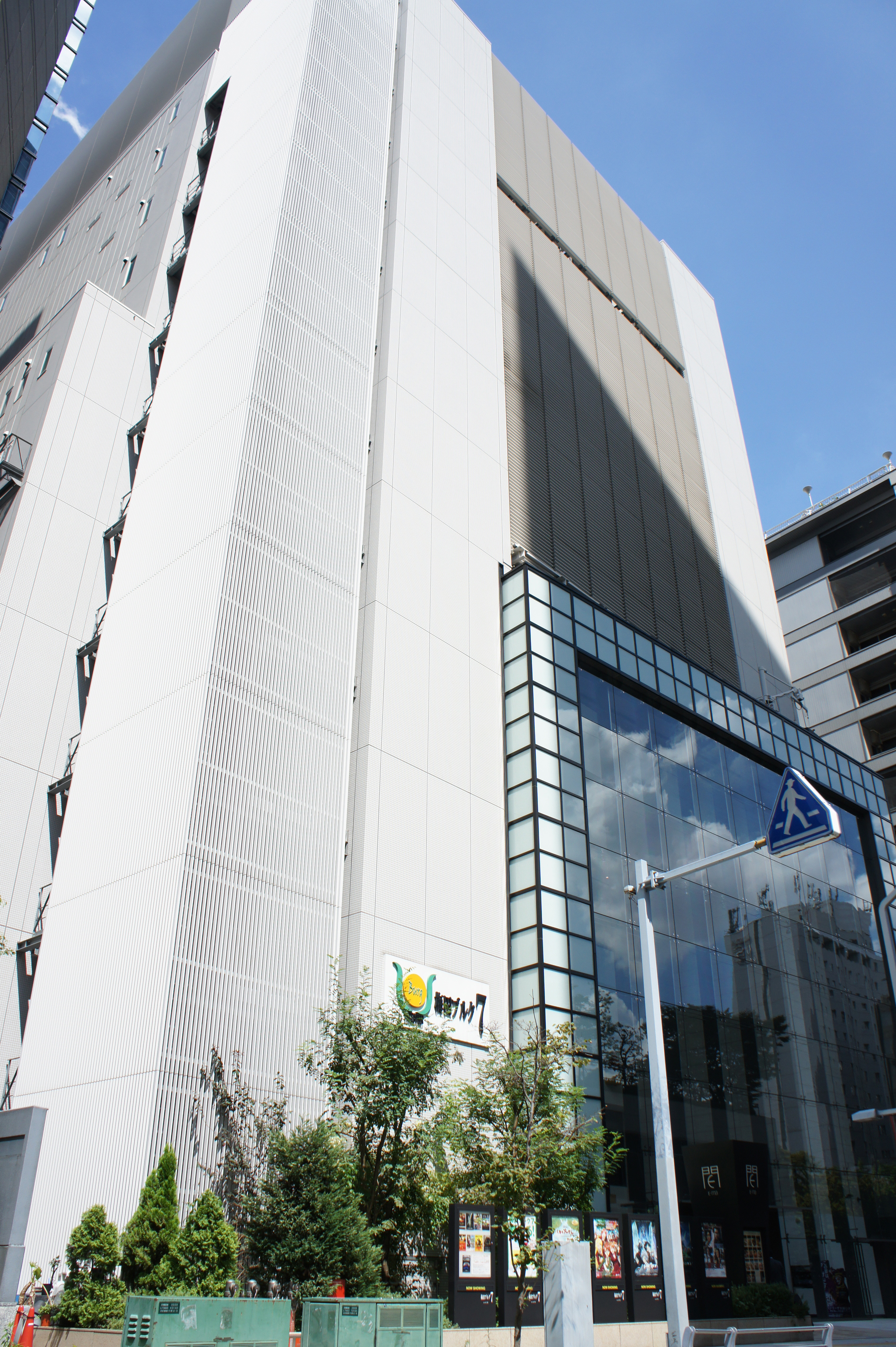
第8回の会場となった梅田ブルク7（梅田・E-MA内）

  - コンペティション、特別招待作品、インディ・フォーラム
- 特集　
  - Special Focus On Hong Kong
  - Director in Focus：リー・ユーの電影世界
  - GTHの7年ちょい～タイ映画の新たな奇跡
  - 日本映画人のニュー・フロンティア
  - 東日本大震災から2年「メモリアル3.11」
- 受賞結果　
  - グランプリ（最優秀作品賞）：『親愛』[7]（Beloved）（監督：リー・シンマン）
  - 来るべき才能賞：ホアン・ペイチア（Huang Peijia）（『ポーとミーのチャチャ』主演女優／台湾）
  - スペシャル・メンション：仲代達矢（NAKADAI Tatsuya）（『日本の悲劇』主演男優）
  - ABC賞：『ポーとミーのチャチャ』（Cha Cha for Twins）（監督：ヤン・イーチェン、ジム・ワン／台湾）
  - 観客賞：『恋の紫煙２』（Love in the Buff）（監督：パン・ホーチョン／香港）
- 国際審査委員：ゾーイ・チェン（金馬奨プログラム・ディレクター／台湾）、ツァン・ツイシャン（映画監督／香港）、高橋陽一郎（映画監督／日本）

### 2014年　第9回大阪アジアン映画祭／OSAKA ASIAN FILM FESTIVAL 2014
- 期間　2014年3月7日～3月16日
- 部門　コンペティション、特別招待作品、インディ・フォーラム
- 特集
  - 台湾：電影ルネッサンス2014
    - 小特集：台湾語映画、そして日本

  - Special Focus On Hong Kong 2014
    - 追悼 ランラン・ショウ

  - 東日本大震災から3年「メモリアル3.11」
- 受賞結果　
  - グランプリ（最優秀作品賞）：『シフト』（劇場公開題『SHIFT～恋よりも強いミカタ～』）（Shift）（監督：シージ・レデスマ／フィリピン）
  - 来るべき才能賞：ハ・ジョンウ（HA Jung-woo）（『ローラーコースター』監督／韓国）
  - 最優秀女優賞：カリーナ・ラウ（Carina LAU）（『越境』主演女優／香港）
  - スペシャル・メンション：『アニタのラスト・チャチャ』（Anita's Last Cha-Cha）（監督：シーグリッド・アーンドレア・P・ベルナード／フィリピン）
  - ABC賞：『おばあちゃんの夢中恋人』（Forever Love）（監督：北村豊晴、シャオ・リーショウ／台湾）
  - 観客賞：『KANO』（劇場公開題『KANO 1931海の向こうの甲子園』）[8][9]（監督：マー・ジーシアン／台湾）
- 国際審査委員：ユージン・ドミンゴ（女優／フィリピン）、トム・リン（映画監督／台湾）、ヤン・リーナー（映画監督／中国）

### 2015年　第10回大阪アジアン映画祭／OSAKA ASIAN FILM FESTIVAL 2015
- 期間　2015年3月6日～3月15日
- 部門　コンペティション、特別招待作品、インディ・フォーラム
- 特集
  - ニューアクション！　サウスイースト
  - 台湾：電影ルネッサンス2015
    - 小特集：エドワード・ヤンとその仲間たち

  - Special Focus On Hong Kong 2015
  - 東日本大震災から4年「メモリアル3.11」
- 受賞結果[10]
  - グランプリ（最優秀作品賞）：『コードネームは孫中山』（Meeting Dr. Sun）（監督：イー・ツーイェン／台湾）
  - 来るべき才能賞：メート・タラートン（Mez THARATORN）（『アイ・ファイン、サンキュー、ラブ・ユー』監督／タイ）
  - スペシャル・メンション：シャーリーン・チョイ（Charlene CHOI）（『セーラ』主演女優／香港）
  - ABC賞：『いつかまた』（劇場公開題『いつか、また』）（The Continent／後会無期）（監督：ハン・ハン（韓寒）／中国）
  - 薬師真珠賞：プリーチャヤー・ポンタナーニコン（アイス）（Preechaya PONGTHANANIKORN）（『アイ・ファイン、サンキュー、ラブ・ユー』主演女優／タイ）
  - 観客賞：『コードネームは孫中山』（Meeting Dr. Sun）（監督：イー・ツーイェン／台湾）
- 国際審査委員：審査委員長　パン・ホーチョン（映画監督／香港）、武田梨奈（女優／日本）、ユン・ジンソ（女優／韓国）

### 2016年　第11回大阪アジアン映画祭／OSAKA ASIAN FILM FESTIVAL 2016
- 期間　2016年3月4日～3月13日
- 部門　コンペティション、特別招待作品、インディ・フォーラム
- 特集
  - ニューアクション！　サウスイースト
    - 小特集：刷新と乱れ咲き　ベトナム・シネマのここ数年
    - サウスイースト・クラシック

  - 台湾：電影ルネッサンス2016
  - Special Focus On Hong Kong 2016
- 受賞結果
  - グランプリ（最優秀作品賞）：『しあわせまでの距離』（My Sister, the Pig Lady）（監督：チャン・ムニル／韓国）
  - 来るべき才能賞：ウィゼマ・ボルヒュ（Uisenma BORCHU）（『そんな風に私を見ないで』監督、脚本、主演／ドイツ・モンゴル）
  - JAPAN CUTS Award：『想い出の中で』（Somewhere in My Memory）（監督：完山京洪／日本）
  - ABC賞：『フリーランス』（Heart Attack (Freelance)）（監督：ナワポン・タムロンラタナリット／タイ）
  - 薬師真珠賞：エラ・チェン（Ella CHEN／陳嘉樺）（『欠けてる一族』主演女優／台湾）
  - 観客賞：『湾生回家（わんせいかいか）』（Wansei Back Home）（監督：ホァン・ミンチェン（黄銘正）／台湾）
- 国際審査委員：審査委員長　イー・ツーイェン（YEE Chih-yen／易智言）（映画監督／台湾）、ファン・ダン・ジー（PHAN Dang Di）（映画監督／ベトナム）、ジョコ・アンワール（Joko ANWAR）（映画監督／インドネシア）

### 2017年　第12回大阪アジアン映画祭／OSAKA ASIAN FILM FESTIVAL 2017
- 期間　2017年3月3日～3月12日
- 部門　コンペティション、特別招待作品、インディ・フォーラム
- 特集企画
  - アジアの失職、求職、労働現場
  - ニューアクション！　サウスイースト
  - Special Focus On Hong Kong 2017
- 日タイ修好130周年 タイ映画プロモーション
- 協賛企画
  - 芳泉文化財団の映像研究助成
- 受賞結果
  - グランプリ（最優秀作品賞）：『一念無明』（劇場公開題『誰がための日々』）（Mad World）（監督：ウォン・ジョン／香港）
  - 来るべき才能賞：フィッシュ・リウ（Fish LIEW）（『姉妹関係』女優）
  - スペシャル・メンション：『暗くなるまでには』（By the Time It Gets Dark）（監督：アノーチャ・スウィチャーゴーンポン／タイ・オランダ・フランス・カタール）
  - JAPAN CUTS Award：『恋とさよならとハワイ』（Love and Goodbye and Hawaii）（監督：まつむらしんご／日本）
  - ABC賞：『七月と安生』（劇場公開題『ソウルメイト　七月と安生』）（Soul Mate）（監督：デレク・ツァン／香港・中国）
  - 薬師真珠賞：イザ・カルサド（Iza CALZADO）（『至福』女優）
  - 観客賞：『29歳問題』（29+1）（監督：キーレン・パン／香港）
- 国際審査委員：ホー・ユーハン（HO Yuhang）（監督／マレーシア）、モンスター・ヒメネス（Monster JIMENEZ）（プロデューサー・脚本家・監督／フィリピン）、中西美帆（女優／日本）

### 2018年　第13回大阪アジアン映画祭／OSAKA ASIAN FILM FESTIVAL 2018
- 期間　2018年3月9日～3月18日
- 部門　コンペティション、特別招待作品、インディ・フォーラム
- 特集企画
  - ニューアクション！　サウスイースト
  - Special Focus On Hong Kong 2018
  - 台湾：電影ルネッサンス2018
  - 祝フィリピン・シネマ100年
- 協賛企画
  - 芳泉文化財団の映像研究助成
- 受賞結果
  - グランプリ（最優秀作品賞）：『中英街一号』（監督：デレク・チウ／香港）
  - 来るべき才能賞：ミカイル・レッド（Mikhail RED）（『ネオマニラ』（劇場公開題『ミッドナイト・アサシンズ』）監督／フィリピン）
  - 最優秀女優賞：飯島珠奈（IIJIMA Shuna）（『東京不穏詩』女優／日本）
  - ABC賞：『私を月に連れてって』（配信・DVD題『君のためのタイムリープ』）（監督：シェ・チュンイー／台湾）
  - 薬師真珠賞：ライザ・セノン（Ryza CENON）（『ミスターとミセス・クルス』女優／フィリピン）
  - JAPAN CUTS Award：『クシナ』（監督：速水萌巴／日本）
  - 芳泉短編賞：『CYCLE-CYCLE』（監督：金井純一／日本）
  - 観客賞：『恋の紫煙3』（監督：パン・ホーチョン／香港、中国）
- 国際審査委員：ファン・ザー・ニャット・リン（PHAN Gia Nhat Linh）（監督／ベトナム）、キム・ジョンウン（KIM Jungeun）（監督／韓国）、リム・カーワイ（LIM Kah Wai）（監督／マレーシア）

### 2019年　第14回大阪アジアン映画祭／OSAKA ASIAN FILM FESTIVAL 2019
- 期間　2019年3月8日～3月17日
- 部門　コンペティション、特別招待作品、インディ・フォーラム
- 特集企画
  - ニューアクション！　アジア
  - Special Focus On Hong Kong 2019
  - 台湾：電影ルネッサンス2019
- 協賛企画
  - 芳泉文化財団の映像研究助成
- 受賞結果
  - グランプリ（最優秀作品賞）：『なまず』（Maggie）（監督：イ・オクソプ／韓国）
  - 来るべき才能賞：バイ・シュエ（BAI Xue）（『過ぎた春』（劇場公開題『THE CROSSING〜香港と大陸をまたぐ少女〜』）監督／中国）
  - スペシャル・メンション：『ブルブルは歌える』（Bulbul Can Sing）（監督：リマ・ダス／インド）
  - スペシャル・メンション：ハン・ガラム（HAN Ka-ram）（『アワ・ボディ』監督／韓国）
  - ABCテレビ賞：『アルナとその好物』（Aruna & Her Palate）（監督：エドウィン／インドネシア）
  - 薬師真珠賞：ニルミニ・シゲラ（Nilmini SIGERA）（『アサンディミッタ』女優／スリランカ）
  - JAPAN CUTS Award：『JKエレジー』（Demolition Girl）（監督：松上元太／日本）
  - JAPAN CUTS Award スペシャル・メンション：『WHOLE』（監督：川添ビイラル／日本）
  - 芳泉短編賞：『じゃあまたね』（till next time）（監督：ポーリー・ホアン／台湾）
  - 芳泉短編賞 スペシャル・メンション：『2923』（監督：サニー・ユイ／台湾）
  - 観客賞：『淪落の人』（Still Human）（監督：オリヴァー・チャン／香港）
- コンペティション部門国際審査委員：イヴェット・チョウ（Yvette CHOU）（監督／台湾）、ヤクブ・クロリコフスキ（Jakub KROLIKOWSKI）（ファイブ・フレイバーズ映画祭アーティスティック・ディレクター兼共同創設者／ポーランド）、サマンサ・リー（Samantha LEE）（監督／フィリピン）
- 芳泉短編賞審査委員：チェ・ヒソ（Moon CHOI）（女優／韓国）、佐藤慶紀（監督／日本）、カズ・ワタナベ（Kazu WATANABE）（ジャパン・ソサエティー映画部門副ディレクター／アメリカ）

### 2020年　第15回大阪アジアン映画祭／OSAKA ASIAN FILM FESTIVAL 2020
- 期間　2020年3月6日〜3月15日
- 部門　コンペティション、特別注視、インディ・フォーラム、特別招待作品
- 特集企画
  - ニューアクション！　サウスイースト
  - 祝・韓国映画101周年：社会史の光と陰を記憶する
  - 台湾：電影ルネッサンス2020
  - Special Focus On Hong Kong 2020
- 協賛企画
  - 芳泉文化財団の映像研究助成
- 受賞結果
  - グランプリ（最優秀作品賞）：『ハッピー・オールド・イヤー』（Happy Old Year）（監督：ナワポン・タムロンラタナリット／タイ）
  - 来るべき才能賞：パク・ソンジュ（PARK Sun-joo）（『家に帰る道』監督／韓国）
  - 最優秀男優賞：間瀬英正（MASE Hidemasa）（『コントラ』主演男優／日本）
  - ABCテレビ賞：『愛について書く』（Write about Love）（監督：クリッサント・アキーノ／フィリピン）
  - 薬師真珠賞：戴立忍（Leon DAI）（『君の心に刻んだ名前』助演男優／台湾）
  - JAPAN CUTS Award：『ある殺人、落葉のころに』（The Murders of Oiso）（監督：三澤拓哉／日本・香港・韓国）
  - 芳泉短編賞：『Hammock』（監督：岸建太朗／日本）
  - 観客賞：『少年の君』（Better Days）（監督：デレク・ツァン／中国・香港）
- コンペティション部門国際審査委員：宇田川幸洋（UDAGAWA Koyo）（映画評論家／日本）、松林うらら（MATSUBAYASHI Urara）（女優・プロデューサー／日本）
- 芳泉短編賞審査委員：アンシュル・チョウハン（Anshul CHAUHAN）（監督／日本）、森脇清隆（MORIWAKI Kiyotaka）（京都文化博物館学芸課映像・情報室長／日本）

### 2021年　第16回大阪アジアン映画祭／OSAKA ASIAN FILM FESTIVAL 2021
- 期間　2021年3月5日〜3月14日
- 部門　コンペティション、特別注視、インディ・フォーラム、特別招待作品
- 特集企画
  - ニューアクション！　サウスイースト
  - 台湾：電影クラシックス、そして現在
  - Special Focus on Hong Kong 2021
- 協賛企画
  - 神戸女学院大学文学部英文学科協賛特別上映
  - 芳泉文化財団の映像研究助成
- 受賞結果
  - グランプリ（最優秀作品賞）：『いとみち』（Ito）（監督：横浜聡子／日本）
  - 来るべき才能賞：チェ・ジニョン（CHOI Jin-young）（『生まれてよかった』監督／韓国）
  - ABCテレビ賞：『姉姉妹妹』（Sister Sister）（監督：キャシー・ウエン／ベトナム）
  - 薬師真珠賞：リー・リンウェイ（Lily LEE／李玲葦）（『人として生まれる』主演／台湾）
  - JAPAN CUTS Award：『B/B』（B/B）（監督：中濱宏介／日本）
  - JAPAN CUTS Award スペシャル・メンション：『４人のあいだで』（Among Four of Us）（監督：中村真夕／日本）
  - 芳泉短編賞：『イニョンのカムコーダー』（In-young's Camcorder）（監督：オ・ジョンソン／韓国）
  - 観客賞：『いとみち』（Ito）（監督：横浜聡子／日本）
- コンペティション部門審査委員：有吉司（ARIYOSHI Tsukasa）（映画配給会社マジックアワー代表／日本）、金原由佳（KIMBARA Yuka）（映画ジャーナリスト／日本）、鈴木卓爾（SUZUKI Takuji）（映画監督・俳優／日本）
- 芳泉短編賞審査委員：奥原浩志（OKUHARA Hiroshi）（映画監督／日本）、山崎紀子（YAMASAKI Noriko）（シネ・ヌーヴォ支配人／日本）、横浜聡子（YOKOHAMA Satoko）（映画監督／日本）

### 2022年　第17回大阪アジアン映画祭 / OSAKA ASIAN FILM FESTIVAL 2022
- 期間　2022年3月10日〜3月20日
- 部門　コンペティション、特別注視、インディ・フォーラム、特別招待作品
- 特集企画
  - 焦点監督：横浜聡子
  - ニューアクション! サウスイースト
  - 台湾：電影ルネッサンス2022
  - Special Focus on Hong Kong 2022
- 協賛企画
  - 芳泉文化財団の映像研究助成
- 受賞結果
  - グランプリ（最優秀作品賞）：『おひとりさま族』（Aloners）（監督：ホン・ソンウン／韓国）
  - 来るべき才能賞：飯塚花笑（IIZUKA Kasho）（『世界は僕らに気づかない』監督／日本）
  - コンペティション部門スペシャル・メンション：『アニタ』（Anita）（監督：リョン・ロクマン／香港）
  - ABCテレビ賞：『はじめて好きになった人』（The First Girl I Loved）（監督：キャンディ・ン、ヨン・チウホイ／香港）
  - 薬師真珠賞：バヤルツェツェグ・バヤルジャルガル（BAYARTSETSEG Bayarjargal）（『セールス・ガールの考現学』主演俳優／モンゴル）
  - JAPAN CUTS Award：『山歌（サンカ）』（Sanka: Nomads of the mountains）（監督：笹谷遼平／日本）
  - 芳泉短編賞：『二度と一緒にさまよわない』（We'll Never Get Lost Together Again）（監督：ユージーン・コシン／トルコ・ロシア・ウクライナ）
  - 観客賞：『アニタ』（Anita）（監督：リョン・ロクマン／香港）
- コンペティション部門審査委員：飯島珠奈（IIJIMA Shuna）（女優／日本）、武井みゆき（TAKEI Miyuki）（映画会社ムヴィオラ代表）、エスター・ヤン（Esther YEUNG）（映画会社We Pictures COO代表／香港）
- 芳泉短編賞審査委員：林未来（HAYASHI Mirai）（元町映画館支配人／日本）、北小路隆志（KITAKOJI Takashi）（映画批評家・京都芸術大学教授／日本）、小野光輔（ONO Kousuke）（プロデューサー／日本）

### 2023年　第18回大阪アジアン映画祭 / OSAKA ASIAN FILM FESTIVAL 2023
- 期間　2023年3月10日〜3月19日
- 部門　コンペティション、特別注視、インディ・フォーラム、特別招待作品
- 特集企画
  - Special Focus on Hong Kong 2023
- 協賛企画
  - 芳泉文化財団の映像研究助成
- 特別企画
  - 大阪万博と髙橋克雄
- 受賞結果
  - グランプリ（最優秀作品賞）：『ライク＆シェア』（Like & Share）（監督：ギナ・Ｓ・ヌール／インドネシア）
  - 来るべき才能賞：クー・チェンドン（Kai KO）（『黒の教育』監督／台湾）
  - ABCテレビ賞：『四十四にして死屍死す』（Over My Dead Body）（監督：ホー・チェクティン／香港）
  - 薬師真珠賞：ルー・シャオフェン（LU Hsiao-fen）（『本日公休』主演俳優／台湾）
  - JAPAN CUTS Award：『朝がくるとむなしくなる』（When Morning Comes, I Feel Empty）（監督：石橋夕帆／日本）
  - 芳泉短編賞：『燕は南に飛ぶ』（Swallow Flying to the South）（監督：リン・モーチ／アメリカ、カナダ、中国）
  - 芳泉短編賞スペシャル・メンション：『できちゃった?!』（Daddy-To-Be）（監督：パン・カーイン／台湾）
  - 観客賞：『本日公休』（Day Off）（監督：フー・ティエンユー／台湾）
- コンペティション部門審査委員：ホー・チェクティン（HO Cheuk Tin）（映画監督／香港）、シエ・ペイルー（HSIEH Pei-ju）（映画監督／台湾）、月永理絵（TSUKINAGA Rie）（ライター／日本）
- 芳泉短編賞審査委員：ギナ・S・ヌール（Gina S. NOER）（映画監督／インドネシア）、バンジョン・ピサンタナクーン（Banjong PISANTHANAKUN）（映画監督／タイ）、田中範子（TANAKA Noriko）（神戸映画資料館支配人／日本）、エリック・ツァン・ヒンウェン（TSANG Hing Weng Eric）（映画監督／香港）

### 2024年　第19回大阪アジアン映画祭 / OSAKA ASIAN FILM FESTIVAL 2024
- 期間　2024年3月1日〜3月10日
- 部門　コンペティション、特別注視、インディ・フォーラム、特別招待作品
- 特集企画
  - タイ・シネマ・カレイドスコープ2024
  - 台湾：電影ルネッサンス2024
  - Special Focus on Hong Kong 2024
- 協賛上映、企画
  - 神戸女学院大学文学部英文学科協賛上映
  - 芳泉文化財団協賛企画＜映像研究助成＞＜映像研究表彰＞
- 特別上映
  - 大阪万博と勅使河原宏
- 受賞結果
  - グランプリ（最優秀作品賞）：『シティ・オブ・ウインド』（City of Wind）（監督：ラグワドォラム・プレブオチル／フランス・モンゴル・ポルトガル・オランダ・ドイツ・カタール）
  - 来るべき才能賞：リエン・ジエンホン（LIEN Chien Hung）（『サリー』監督／台湾）
  - ABCテレビ賞：『サリー』（Salli）（監督：リエン・ジエンホン／台湾・フランス）
  - 薬師真珠賞：チー・ユン（CHI Yun）（『未来の魂』主演俳優／中国）
  - JAPAN CUTS Award：『カオルの葬式』（Performing KAORU’s Funeral）（監督：湯浅典子／日本・スペイン・シンガポール）
  - JAPAN CUTS Award スペシャル・メンション：『ブルーイマジン』（Blue Imagine）（監督：松林麗／日本・フィリピン・シンガポール）
  - 芳泉短編賞：『シャングリラに逗留』（Sojourn to Shangri-la）（監督：リン・イーハン／中国）
  - 芳泉短編賞スペシャル・メンション：『オン・ア・ボート』（On a Boat）（監督：ヘソ／日本）
  - 芳泉短編賞スペシャル・メンション：『スウィート・ライム』（Sweet Lime）（監督：ファティマ・アブドゥルカリム／香港・イギリス）
  - 観客賞：『あまろっく』（Amalock）（監督：中村和宏／日本）
- コンペティション部門審査委員：デイヴ・ボイル（Dave BOYLE）（脚本家、映画監督、プロデューサー／アメリカ）、村田敦子（MURATA Atsuko）（ミモザフィルムズ代表取締役／日本）、アンガ・ドウィマス・サソンコ（Angga Dwimas SASONGKO）（映画監督／インドネシア）
- 芳泉短編賞審査委員：堀春菜（HORI Haruna）（俳優／日本）、ドンサロン・コーウィットワニッチャー（Donsaron KOVITVANITCHA）（映画評論家、プロデューサー／タイ）、サンジェイ・ペルマル（Sun-J PERUMAL）（脚本家、映画監督／マレーシア）

### 2025年　第20回大阪アジアン映画祭 / OSAKA ASIAN FILM FESTIVAL 2025
- 期間　2025年3月14日〜3月23日
- 部門　コンペティション、特別注視、インディ・フォーラム、特別招待作品
- 特集企画
  - タイ・シネマ・カレイドスコープ2025
  - 台湾：電影ルネッサンス2025
  - Special Focus on Hong Kong 2025
- 協賛上映、企画
  - 芳泉文化財団協賛企画＜映像研究助成＞＜映像研究表彰＞
- 特別上映
  - VIPO Film Awardの成果
- 受賞結果
  - グランプリ（最優秀作品賞）：『バウンド・イン・ヘブン』（Bound in Heaven）（監督：フオ・シン／中国）
  - 来るべき才能賞：パク・イウン（PARK Ri-woong）（『朝の海、カモメは』監督／韓国）
  - スペシャル・メンション：『私たちの話し方』（The Way We Talk）（監督：アダム・ウォン／香港）
  - 最優秀俳優賞：トゥブシンバヤル・アマルトゥブシン（Tuvshinbayar AMARTUVSHIN）（『サイレント・シティ・ドライバー』主演）
  - JAIHO賞：『君と僕の5分』（404 Still Remain）（監督：オム・ハヌル／韓国）
  - 薬師真珠賞：カオ・イーリン（Alexia KAO）、ラン・ウェイホア（LAN Wei-Hua）、ツェン・ジンホア（TSENG Jing-Hua）、ホアン・ペイチー（Queena HUANG）（『我が家の事』出演／台湾）
  - JAPAN CUTS Award：『素敵すぎて素敵すぎて素敵すぎる』（So Beautiful, Wonderful and Lovely）（監督：大河原恵／日本）
  - 芳泉短編賞：『洗浄』（WAShhh）（監督：ミッキー・ライ／マレーシア）
  - 芳泉短編賞スペシャル・メンション：『金管五重奏の為の喇叭吹きの憂鬱』（The Melancholy of a Brass Player for Brass Quintet）（監督：古谷大地／日本）
  - 観客賞：『蔵のある街』（The Tales of Kurashiki）（監督：平松恵美子／日本）
- コンペティション部門審査委員：中村由紀子（Bunkamuraル・シネマ　アクイジション＆プログラミング）、ファルハット・シャリポフ（監督）、アンジェラ・ユン（俳優）
- 芳泉短編賞審査委員：ジョン・スー（監督）、木下千花（映画研究者）、アダム・ウォン（監督）

## その他
2009年から2014年までDHLジャパンが映画祭の物流面での支援（映画フィルムや作品素材などの輸送）を行っていた